# 蓝色荧光蛋白
蓝色荧光蛋白（缩写BFP）是一种绿色荧光蛋白（GFP）的变体，能发出蓝色荧光（激发峰约380nm，发射峰约440nm），其与GFP的区别在于蛋白质序列66号位的酪氨酸变为组氨酸，145号位的酪氨酸变为苯丙氨酸，其晶体结构已解析。